# Bangarang (singolo)
Bangarang è un singolo del DJ statunitense Skrillex, il primo estratto dall'EP omonimo e pubblicato il 24 gennaio 2012.
Il singolo ha visto la partecipazione vocale della cantante statunitense Sirah, la quale aveva collaborato in precedenza con Skrillex al suo singolo di debutto Weekends!!!.

## Tracce
CD promozionale (Paesi Bassi)
1. Bangarang (feat. Sirah) – 3:36

## Classifiche
| Classifica (2012) | Posizione massima |
| ----------------- | ----------------- |
| Australia         | 4                 |
| Canada            | 26                |
| Regno Unito       | 24                |
| Stati Uniti       | 72                |